# KAI T-50 Golden Eagle
KAI T-50 Golden Eagle (골든이글) é uma família sul-coreana de aeronaves supersônicas para treinamento e combate leve, desenvolvida pela Korea Aerospace Industries (KAI) com a Lockheed Martin. O T-50 é a primeira aeronave supersónica produzida na Coreia do Sul. Seu desenvolvimento iniciou no final da década de 1990, e o voo inaugural ocorreu em 2002. O avião entrou na Força Aérea da Coreia do Sul em 2005.
O T-50 tem variantes acrobáticas e de combate, nomeadas como T-50B, TA-50 e FA-50. Um F-50 estava no papel e foi cancelado. O T-50B serve a equipe de acrobacias da Força Aérea Sul-Coreana. A variante de combate leve, TA-50, teve unidades encomendadas pela Indonésia, enquanto a FA-50 teve 12 pedidos pelas Filipinas. A Tailândia também fez um contrato para a aquisição de 12 aeronaves da variante de treinamento do T-50.

## Desenvolvimento

### Origem
O programa T-50 foi originalmente destinado a desenvolver uma aeronave de treinamento supersônica, para treinar e preparar pilotos para o KF-16 e F-15K, substituindo os T-38 e A-37 que estavam em serviço com a ROKAF (Força Aérea da Coreia do Sul).
O programa inicial, de codinome KTX-2, começou em 1992, mas o Ministério das Finanças e Economia da Coreia do Sul o suspendeu em 1995 devido à uma crise financeira. O projeto básico da aeronave foi definido em 1999. O desenvolvimento foi financiado em 70% pelo governo sul-coreano, 17% pela KAI e 13% pela Lockheed Martin.

### Melhoramentos
O programa se expandiu além de um conceito de treinamento, foram incluídas a aeronave de ataque leve (TA-50) e a de combate leve (FA-50). A variante TA-50 é uma versão mais fortemente armada, destinada ao treinamento de combate e funções de ataque leve, e está equipada com o radar de controle de incêndio Elta EL/M-2032. O TA-50 foi projetado para operar como uma plataforma de combate completa para armas guiadas com precisão, mísseis ar-ar e mísseis ar-terra.
As variantes de reconhecimento e guerra eletrônica também estão sendo desenvolvidas, designadas respectivamente como RA-50 e EA-50.

## Histórico operacional

### Coreia do Sul

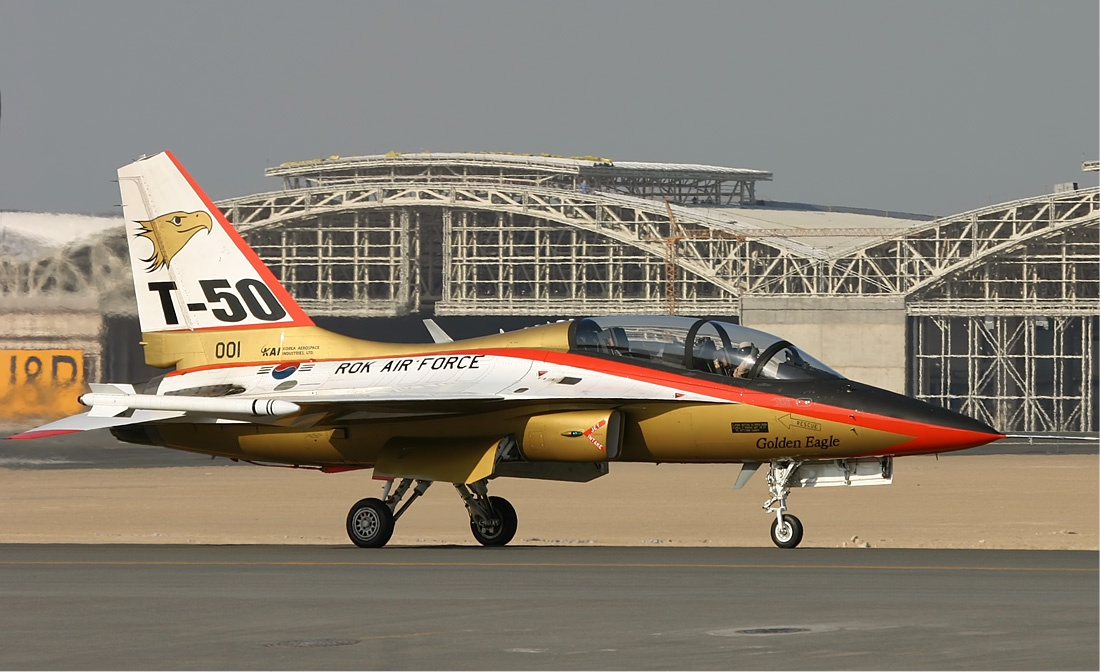
Um T-50 sul-coreano em 2005

Em 2011, o primeiro esquadrão com o TA-50, a variante de combate leve do T-50, entrou em operação pela ROKAF. A equipe acrobática Black Eagles opera a versão T-50B. Em 2014, o FA-50 foi oficialmente implantado, com a presidente Park Geun-hye liderando oficialmente uma cerimônia durante a qual uma demonstração de voo foi realizada mostrando as capacidades da aeronave. 20 FA-50s foram atribuídos à uma própria ala da Força Aérea. 60 FA-50 foram encomendados pela ROKAF. Em 9 de outubro de 2014, um FA-50 de treinamento disparou com sucesso um AGM-65 Maverick em um navio aposentado.

### Indonésia
A Indonésia estava considerando o T-50, juntamente com outras quatro aeronaves para substituir a avião de ataque leve OV-10 Bronco. Em agosto de 2010, a Indonésia anunciou que T-50, Yak-130 e L-159 eram os candidatos restantes para sua exigência de 16 treinadores avançados.
Em maio de 2011, a Indonésia assinou um contrato para adquirir 16 aeronaves de treinamento T-50 por US$ 400 milhões. A versão da Indonésia foi designada T-50i. As entregas começaram em setembro de 2013. O último par de aeronaves T-50i foi entregue em janeiro de 2014.
Em julho de 2021, a KAI confirmou que recebeu um contrato para fornecer outro lote de T-50 para a Indonésia. O contrato é estimado em US$ 240 milhões e inclui 6 T-50, juntamente com suporte e pacote logístico para operações das aeronaves.

### Iraque
O Iraque estava negociando a aquisição de jatos de treinamento T-50, tendo manifestado publicamente interesse oficial durante a cúpula Coréia-Iraque em Seul em 24 de fevereiro de 2009. Em abril de 2010, o Iraque reabriu a competição de treinamento de caça para 24 aeronaves, da qual o TA-50 competiu. Em dezembro de 2013, foi anunciado que o Iraque assinou um contrato para 24 aeronaves da variante FA-50 designada T-50IQ, além de equipamentos adicionais e treinamento de pilotos nos próximos 20 anos. As entregas deveriam começar em abril de 2016, com todas as aeronaves a serem entregues nos próximos 12 meses. O primeiro lote de aeronaves foi entregue em março de 2017 com o segundo lote chegando em maio de 2018.

### Filipinas
A Força Aérea das Filipinas (PAF) escolheu 12 aeronaves KAI TA-50 para ataque leve e treinamento. O Departamento de Defesa Nacional (DND) anunciou a seleção do tipo em agosto de 2012. O financiamento para 12 aeronaves foi aprovado pelo Congresso em setembro do mesmo ano.[carece de fontes?]
As entregas começaram em novembro de 2015 e todas as 12 aeronaves foram entregues até 31 de maio de 2017. Em março de 2015, o Instituto Internacional de Pesquisa para a Paz de Estocolmo (SIPRI) informou que as Filipinas planejavam encomendar FA-50 adicionais.

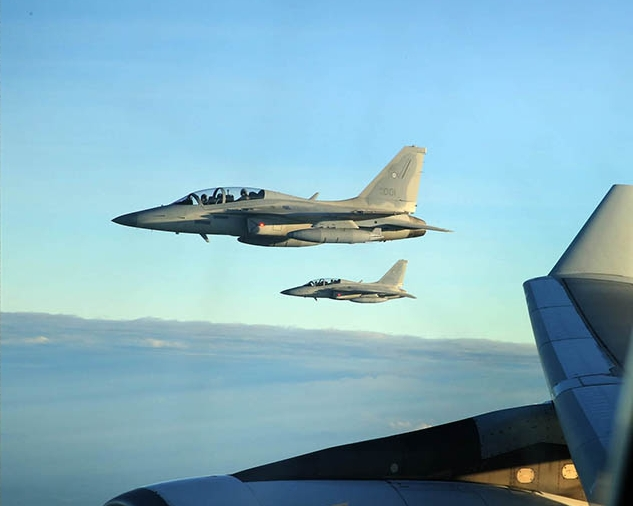
FA-50 das Filipinas

Em 26 de janeiro de 2017, dois PAF FA-50PH realizaram um ataque noturno a esconderijos terroristas em Butig, Lanao do Sul, em Mindanau, as primeiras missões de combate realizadas por essas aeronaves. Em junho de 2017, FA-50s foram mobilizados para realizar ataques aéreos contra terroristas de Maute entrincheirados na cidade de Marawi a partir de maio de 2017. Em 12 de julho de 2017, um FA-50 se envolveu em um incidente de fogo amigo durante a batalha de Marawi, quando uma bomba caiu cerca de 250 metros fora do alvo, matando dois soldados filipinos e ferindo mais 11. A aeronave foi autorizada a retornar ao serviço ativo em agosto.

### Tailândia
Em setembro de 2015, o governo tailandês escolheu uma variante do T-50, chamada T-50TH, para sua força aérea a fim de substituir seus antigos treinadores L-39 Albatros. As 4 aeronaves T-50TH estão programadas para serem entregues em março de 2018. Em julho de 2017, o governo da Tailândia aprovou a aquisição de mais 8 aeronaves com uma assinatura de contrato prevista para o final do mês. As entregas começaram em janeiro de 2018.

### Colômbia
No dia 29 de abril de 2022, a Força Aérea Colombiana escolheu 20 TA-50 e FA-50 Golden Eagles como seus próximos treinadores e caças a jato.

### Polônia
Em 22 de julho de 2022, o ministro da Defesa da Polônia, Mariusz Blaszczak, disse em entrevista à mídia que o país está comprando 48 caças FA-50. Em 28 de julho, a KAI assinou oficialmente o acordo para 12 FA-50 e 36 FA-50PL com o governo polonês. As entregas do FA-50 devem começar em 2023. Blaszczak disse que a capacidade da KAI de entregar a aeronave rapidamente foi o fator decisivo para sua escolha. Como resultado da invasão russa da Ucrânia em 2022, a Força Aérea Polonesa desejava substituir urgentemente seus caças MiG-29 e aeronaves de ataque Su-22 restantes, e os EUA não conseguiram fornecer F-16 adicionais em um período tão curto. Juntamente com o acordo de caças, espera-se que a KAI ajude a estabelecer um centro de serviços na Polônia em cooperação com as indústrias de defesa polonesas até 2026.

## Variantes
- T-50: Versão de treinamento avançada.[43]
  - T-50i: Versão de treinamento do T-50 para a Força Aérea da Indonésia.[19][44]
  - T-50TH: Versão do T-50 para a Força Aérea Real Tailandesa.[45]
- T-50B: Versão acrobática especializada do T-50[46] para os Black Eagles, equipe acrobática da Força Aérea Sul-coreana.
- TA-50: Versão de treinamento e combate leve.[46]
- FA-50:[43] Versão de ataque/combate leve, anteriormente A-50. Um protótipo voou pela primeira vez em 2011.[47][48]
  - T-50IQ: Versão do FA-50 para a Força Aérea do Iraque.[26][49]
  - FA-50PH: Versão do FA-50 para a Força Aérea Filipina.[50][51]
  - FA-50PL: Versão do FA-50 para a Força Aérea Polaca.[39]